# Ёнкома

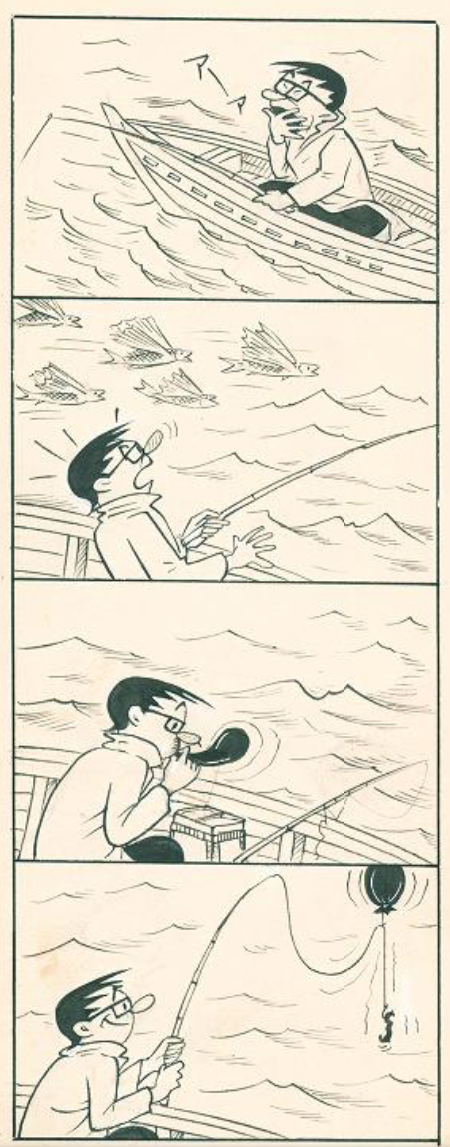
Пример ёнкомы (Асо: Ютака, ок. 1955 г.)

Ёнкома (яп. 4コマ漫画 Ёнкома манга, четырёхкадровая манга), также известная как 4-кома — формат выпуска манги по 4 кадра. Обычно используется в комедийных вставках, встречаются также истории, полностью (Lucky Star) или большей частью («Адзуманга») состоящие из наборов четырёхкадровых историй. Встречается практически во всех японских изданиях, публикующих мангу, в том числе в манга-журналах, графических романах, в разделах манги в газетах, игровых журналах, кулинарных журналах и т. п. Сюжет обычно заканчивается на четвёртом кадре, но иногда может продолжаться в будущих выпусках. Некоторые ёнкомы поднимают серьёзные темы, но большинство являются комедийными.

## Происхождение
Первую мангу в стиле ёнкома нарисовал Ракутэн Китадзава в 1902 году, она называлась «Тагосаку и Мокубэ осматривают Токио». Считается, что на создание ёнкомы оказали влияние комиксы Франка Артура Нанкивелла.

## Структура
Традиционное строение ёнкомы — кисётэнкэцу. Это слово состоит из четырёх китайских иероглифов:
- ки (яп. 起): Первый кадр, задающий основу истории.
- сё (яп. 承 сё:): Второй кадр продолжает действие, начатое в первом.
- тэн (яп. 転): В третьем кадре обычно происходит кульминация сюжета.
- кэцу (яп. 結): Четвёртый кадр завершает сюжет.

## Использование
Ёнкома часто встречаются в японской публицистике, например — вставка в манге, графической новелле, игровом и кулинарном журнале. Обычно весь сюжет укладывается в четырёх кадрах, однако иногда авторы разбивают историю на несколько ёнком. Некоторые ёнкомы поднимают серьёзные темы, но зачастую это юмористические сценки. В некоторых мангах ёнкома используется как шуточная концовка главы.

## Популярность в интернете
Ёнкома завоевала любовь онлайн-сообщества после появления Gaijin 4Koma на Futaba Channel. В дальнейшем эта ёнкома была адаптирована под множество интернет-мемов.